# Calderón (tipografía)
El calderón es un signo tipográfico (¶) utilizado antiguamente para marcar los diferentes párrafos. Se le llama también antígrafo.
No es un símbolo alfabético y varía según el tipo de letra, pero la forma mostrada aquí (¶) es la más común. Generalmente se dibuja como una letra P mayúscula al revés, con doble hastil vertical, pero también se puede dibujar agrandando la sección redonda hacia abajo asemejándose esta vez a una D al revés.

## Historia y etimología

Posible origen y evolución del calderón

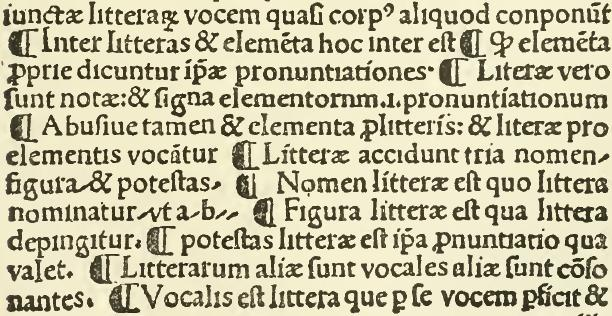
Calderones en una página de Berardo Villanova impresa por Nicolás Spindeler en Valencia, en 1500.

Se originó en la Edad Media para separar las ideas en un texto, antes de adoptar la práctica habitual de separar párrafos independientes.
Se piensa que su forma se originó como una C de capitulum (Capítulo), que con el tiempo fue cruzada por una línea vertical.
Ya en 1930, Eric Gill lo usó para separar párrafos y designar unos nuevos en un texto largo, en su libro Un ensayo sobre tipografía.

## Usos actuales
Actualmente se utiliza en textos impresos para señalar alguna observación sobre lo escrito. Asimismo, es el símbolo que representa la función «mostrar todo» en los editores de texto más habituales (Microsoft Word y LibreOffice Writer, entre otros). Dicha función muestra en pantalla marcas de párrafo y otros símbolos de formato ocultos.
En Unicode, el carácter es llamado signo antígrafo, y su código es el U+00B6. Dependiendo de la fuente, este carácter puede tener varias apariencias.
El antígrafo puede ser añadido como siempre visible e imprimible en el S.O. Windows con las teclas Alt + 20: ¶ y en formato cursiva Alt + 0182; y en el S.O. Macintosh, con la combinación Option + J. En X Window System, presente en sistemas Unix y GNU/Linux, se puede introducir directamente con la combinación Alt Gr + R o con Shift + Alt Gr + R en la mayoría de las distribuciones de teclado.

## Signos de párrafo en otras lenguas
En chino, el signo de párrafo tradicional es "〇", casi igual al círculo en sans serif, el mismo que se usa, alternativamente, como «cero» chino. Como una marca de párrafo, este signo sólo aparece en los libros muy antiguos.